# Falsotruncana
Falsotruncana es un género de foraminífero planctónico de la subfamilia Rotundininae, de la familia Hedbergellidae, de la superfamilia Rotaliporoidea, del suborden Globigerinina y del orden Globigerinida. Su especie tipo es Falsotruncana maslakovae. Su rango cronoestratigráfico abarca desde el Turoniense medio hasta el Coniaciense inferior (Cretácico superior).

## Descripción
Falsotruncana incluía especies con conchas trocoespiraladas, de forma discoidal cóncavo-convexa, con el lado espiral plano o ligeramente convexo y el lado umbilical plano o ligeramente cóncavo; sus cámaras eran petaloideas; sus suturas intercamerales eran ligeramente rectas e incididas en el lado umbilical, y curvas y elevadas en el lado espiral (carenas circumcamerales); su contorno era subpoligonal y lobulado; su periferia era truncada o estrechamente redondeada, con una banda imperforada (a veces ligeramente perforada) rodeada por dos carenas pustulosas poco desarrolladas; su ombligo era moderadamente amplio; su abertura era interiomarginal, umbilical-extraumbilical a ecuatorial, en forma de arco bajo y protegida con un labio o diente; presentaba pared calcítica hialina, perforada con poros cilíndricos, con la superficie pustulada, especialmente en el lado umbilical.

## Discusión
Clasificaciones posteriores han incluido Falsotruncana en la familia Globotruncanellidae y en la superfamilia Globigerinoidea.

## Paleoecología
Falsotruncana, como Praeglobotruncana, incluía especies con un modo de vida planctónico, de distribución latitudinal cosmopolita, preferentemente de templada y subpolares, y habitantes pelágicos de aguas profundas (medio mesopelágico inferior a batipelágico superior).

## Clasificación
Falsotruncana incluye a las siguientes especies:
- Falsotruncana maslakovae †

Otras especies consideradas en Falsotruncana son:
- Falsotruncana douglasi †
- Falsotruncana loeblichae †